# Nobls
Nobls (auch Nobels; italienische Bezeichnung: Montoppio) ist eine Streusiedlung am Tschögglberg und Fraktion der Gemeinde Jenesien in Südtirol. Die Ortschaft liegt westlich des Dorfes Jenesien und nördlich der Landeshauptstadt Bozen auf über 1200 m Meereshöhe. Nördlich von Nobls erstreckt sich der Salten, eine durch den Wechsel von Weiden, Bergwiesen und verstreut stehenden Lärchen charakterisierte Kulturlandschaft.

## Name
Dem Namen könnte in opul(et)is ‚bei den Ahornbäumen‘ zugrunde liegen.
Die Örtlichkeit ist ersturkundlich im Jahr 1186 als Nobeles in einem Schutz- und Besitzbestätigungsprivileg Urbans III. für das ehemalige Augustinerchorherrenstift Au bei Bozen (die heutige Benediktinerabtei Muri-Gries) genannt. Das Grieser Stift hat seither auch die Seelsorge inne. Die Bezeichnung Nobels ist erstmals 1333 urkundlich bezeugt.

## Geschichte
Die Höhensiedlung im waldreichen Gelände umfasst weite verstreute Hofstellen, die sich über die beiden Siedlungsteile Vordernobls (Kastenhof, Winterle, Wieser, Mair in Nobls, Prästl, Locher) und Hinternobls (Graf, Epp, Tomanegger, Bircher, Willele, Hörwarter, Lanzoner, Stickler) verteilen.

## Sehenswürdigkeiten
Die spätromanisch-frühgotische Kirche zum Hl. Valentin stammt aus dem 14. Jahrhundert. Der schlichte Bau weist eine abgesetzte Rundapsis mit Schlitzfenster in Rundbogenleibung auf, die im 17. Jahrhundert mit einer Tonne eingedeckt wurde. Neben der Spitzbogentür befindet sich ein gemauerter Opfertisch. Der Sockel des Kirchturms mit Spitzbogenfenster ist aus Sandsteinquadern gemauert, der Turmhelm viereckig gebildet. In der Apsis sind die gravierten Heiligenscheine der zwölf Apostel zu sehen. Der barocke Altar mit Säulenaufbau und einem Bild des hl. Valentin wurde 1688 von Hans Lanzoner zu Rumsein gestiftet.
In der Nähe von Nobls befinden sich auch mehrere Erdpyramiden (Lage).